# Jean Pierre-Charles
Jean Emmanuel Pierre-Charles (Ottawa, 28 de julio de 1993) es un baloncestista canadiense-mexicano de 2,03 metros de altura y cuyo equipo es el Araberri Basket Club de la Liga LEB Oro. Juega en la posición de ala-pívot. 

## Carrera deportiva
Es un jugador formado en los Ottawa Gee-Gees, donde se desempeñó entre 2014 y 2018. En la temporada 2016-17 promedió 13,5 puntos y 8 rebotes en 30 minutos por partido; en la siguiente, mejoró sus marcas tras promediar 13,1 puntos y 8,5 rebotes en 26,9 minutos por encuentro. 
El jugador que destaca por su capacidad atlética fue integrante del primer equipo All-Star de la competición en la temporada 2016-17 y del segundo equipo All-Star en la 2017-18. Además, disputó con Canadá los Commowealth Games en 2018, acreditando 5,3 puntos y 4 rebotes en 19,8 minutos por choque.
En septiembre de 2018, firma por el Araberri Basket Club para jugar en Liga LEB Oro.